# Szelestey család
Az alsószelestei Szelestey család az egyik legrégibb Vas vármegyei eredetű nemesi család, mely a Ják nemzetségből ered. A legrégibb okleveles említésük a 13. századból való. Szelestére V. István 1271-ben, Károly Róbert pedig 1324-ben ad új adományt a családnak. Vas vármegye alispáni székén a családból a következők ültek: 1605-ben Szelestey Ádám, s 1742-ben Szelestey Boldizsár. Az 1797. évi nemesi fölkelő seregnél Szelestey József kapitány, Leonárd alhadnagy, János kir. tanácsos, alezredes és Mihály főhadnagy volt. Szelestey László a költő, 1861-ben Vas vármegye főjegyzője, azután országgyűlési képviselője, s utóbb tanfelügyelő. Öccse: Pál, a vármegyei ág utolsó sarja, 1893-ban Szent-Ivánfán hunyt el.
A családból Szelestey Lőrinc és Sebestyén Csesznek kapitányai voltak.

## A Szelestey család címere
Kék mezőben zöld mezőn jobbra ágaskodó kettősfarkú arany oroszlán jobbjában török fejes egyenes kardot tart. Sisakdísz: növekvő pajzsalak. Takarók: kék-arany, vörös-ezüst.